# Crkva sv. Marte u Bijaćima
Crkva sv. Marte u Bijaćima je starohrvatska crkva.

## Povijest
Na ovom se je mjestu prvo nalazila starorimska villa rustica. Potom je ovdje bio sakralni objekt iz starokršćanskog razdoblja. Od nje je ostala polukružna apsida koja se nalazila neposredno iza pravokutne apside crkve sv. Marte. Ime sv. Marte nalazi se uklesano u natpisu na kruni ciborija.
U 9. su stoljeću Hrvati na mjestu ovog objekta sagradili crkvu koju su posvetili sv. Marti. Prema njoj se cijeli lokalitet zove Stombrate. Na ovom su lokalitetu hrvatski kraljevi iz dinastije Trpimirovića imali svoje posjede. Ovo im je bila druga lokacija gdje su stolovali, pored Klisa. Pretpostavlja se da su crkvu dali sagraditi knez Mislav ili Trpimir u prvoj polovini 9. stoljeća. Crkva je više puta bila rušena u borbama koje su se tijekom stoljeća vodile ovdje. Nova je crkva izgrađena u 17. stoljeću nedaleko od starih temelja. Don Frane Bulić 1908. je godine nakon završetka vlastitih arheoloških istraživanja ovdje dao sagraditi novu crkvu Sv. Marte. Crkva je i danas u upotrebi. Pripada župi Gospe od anđela u Trogiru.
Crkva je trobrodnu bazilika s pravokutnom apsidom. Bila je opremljena kamenim namještajem starohrvatskog crkvenog graditeljstva. Ukrašavali su ga pleteri, dominantni ukras crkvene unutrašnjosti, krstionica, kapiteli, ciboriji, kamenice i rustikalni kipovi. Crkva se spominje u prijepisima isprava hrvatskih vladara narodne krvi. Prijepisi su iz 16. stoljeća, a crkvu datiraju u sredinu i drugu polovinu 9. stoljeća. U blizini se nalazi starohrvatsko groblje.
Pavuša Vežić pretpostavlja za novu crkvu koja je podignuta u opsegu stare bazilike da je ranoromanička građevina kojoj je toranj na pročelju naknadno prigrađen, kao i produbljena pravokutna apsida na začelju.
Arheološki su ovo područje istražili Društvo Bihać i don Frane Bulić 1902. – 1905. godine. Drugi val istraživanja bio je od 1967. do 1969., a istraživao ga je Muzej hrvatskih arheoloških spomenika. Godinu poslije konzerviran je.

## Najstariji sačuvani spomen hrvatskog imena
2005. je bila gotova analiza natpisa croatorum s kamenog ulomka iz ove crkve. Analizu je radio Muzej hrvatskih arheoloških spomenika iz Splita. Zaključeno je da natpis datira s konca 8. stoljeća, čime je najstariji spomen imena Hrvat. Stariji je oko 80 godina od poznatog ulomka kneza Branimira. Prvotne analize akademika Nenada Cambija datirale su ovaj ulomak 12. odnosno 13. stoljeće. Hrvatski arheolozi Tonči Burića i Vedrana Delonga zanimali su se za ovaj ulomak te su stilskim usporedbama pokazali da vjerojatno pripada kraju 8. ili samom početku 9. stoljeća.

## Zaštita
Arheološko nalazište Bijaći - Stombrate s crkvom sv. Marte je arheološko nalazište na lokalitetu Bijaći-Stombrate koje je zaštićeno kulturno dobro, nastalo od 6. do 12. stoljeća. Na lokalitetu Bijaći-Stombrate nalazio se vladarski posjed hrvatskih knezova Trpimirovića s crkvom sv. Marte. Radi se o predromaničkoj trobrodnoj građevini pravokutne tlocrtne osnove, a sagrađena je nad temeljima kasnoantičkog objekta. Crkva je orijentirana u smjeru istok-zapad s pravokutnom apsidom na istoku te zvonikom pred zapadnim pročeljem, a građena je od priklesanog kamena u obilatom mortu. Nešto južnije od ostataka predromaničke crkve sv. Marte godine 1908. sagrađena je nova jednobrodna crkva sv. Marte pravokutnog tlocrta s manjom pravokutnom apsidom.
Pod oznakom Z-4566 zaštićeni kompleks zaveden je kao nepokretno kulturno dobro - pojedinačno, pravna statusa zaštićena kulturnog dobra, klasificirano kao "arheološka baština".

## Vanjske poveznice
- O Trpimirovoj darovnici i o Danu grada Kaštela  Arhivirana inačica izvorne stranice od 4. ožujka 2016. (Wayback Machine)